# Хуан Синьцзе
Хуа́н Синьцзе́ (кит. трад. 黃信介, упр. 黄信介, пиньинь Huáng Xìnjiè; 20 августа 1928 — 30 ноября 1999) — тайваньский политик.
Хуан Синьцзе раньше носил имя Хуан Цзин. В начале 1940-х годов он учился и работал в типографской школе в Японии. В 1948 году он поступил в Пекинский университет, но из-за начавшейся Гражданской войны был вынужден вернуться на Тайвань. Окончил Национальный университет Тайваня в 1951 году, работал на предприятиях химической промышленности. В 1961 году он сменил имя на Хуан Синьцзе и начал заниматься политической деятельностью.
В 1969 году Хуан Синьцзе избран в Законодательный Юань (парламент) Тайваня как независимый кандидат. В 1979 году он был арестован как один из организаторов антиправительственных выступлений (Гаосюнский инцидент) и осуждён на 14 лет лишения свободы. В 1987 году досрочно освобождён по личному указанию Цзян Цзинго.
Выйдя на свободу, Хуан Синьцзе стал одним из лидеров Демократической прогрессивной партии, выступающей за независимый статус Тайваня. С 30 октября 1988 по 20 января 1992 года — председатель партии. В 1993—1996 годах Хуан Синьцзе был депутатом Законодательного Юаня.
В 1995 году Хуан Синьцзе рассматривался как возможный кандидат в президенты, но отказался от участия в выборах из-за слабого здоровья.
30 ноября 1999 года он скончался от сердечной недостаточности, похоронен на кладбище Бали Тауншип в Тайбэе.